# Zé Carlos Machado
José Carlos Machado, más conocido como Zé Carlos Machado (Alfredo Marcondes, 16 de abril de 1950) es un actor brasileño, más conocido por interpretar al terapeuta Theo Cecatto, protagonista de la serie de televisión Sesión de Terapia.
Ganó el Premio ¡Contigo! de TV de 2004 como actor revelación, por su actuación en La casa de las siete mujeres, y en 2012 por su actuación en Yo recibiría las peores noticias de sus lindos labios. En 2014, concursó en la categoría Actor del Año (serie o minisérie) al Premio F5 por su trabajo en Sesión de Terapia.

## Televisión
| Televisión | Televisión                                            | Televisión                     | Televisión                                                                    |
| Año        | Título                                                | Papel                          | Notas                                                                         |
| ---------- | ----------------------------------------------------- | ------------------------------ | ----------------------------------------------------------------------------- |
| 1982       | Paiol Viejo                                           |                                |                                                                               |
| 1982       | El patio de las doncellas                             |                                |                                                                               |
| 1983       | La próxima víctima                                    |                                |                                                                               |
| 1998       | Acción entre amigos                                   | Miguel                         |                                                                               |
| 2001       | Un ángel cayó del Cielo                               | Emmanuel                       |                                                                               |
| 2003       | La casa de las siete mujeres                          | Anselmo                        | Indicado al Premio ¡Contigo! de TELE                                          |
| 2003       | Mujeres enamoradas                                    | Marcelo                        |                                                                               |
| 2004       | Señora del destino                                    | Luis Fernando                  |                                                                               |
| 2004       | Olga                                                  | Ministro de la Guerra          |                                                                               |
| 2004       | Metamorphoses                                         | Carlos Rabelo                  |                                                                               |
| 2005       | Bang Bang                                             | Armstrong                      |                                                                               |
| 2005       | Mandrake                                              | Capitán Nélson                 | Episodio "João Santos"                                                        |
| 2006       | Páginas de la vida                                    | Néstor Junqueira de Figueiredo |                                                                               |
| 2007       | Malhação                                              | Joaquím Bergantín              |                                                                               |
| 2007       | La casa de Alice                                      | Lindomar                       |                                                                               |
| 2007       | El signo de la ciudad                                 | Delegado                       |                                                                               |
| 2009       | Se vende un Véu de Noiva                              | Rubens Baronese                |                                                                               |
| 2011       | Asuntos Internos                                      | Dr. Edmundo Rosa               | Participación especial                                                        |
| 2011       | Morde & Assopra                                       | Padre de Julia                 | Participación espacial                                                        |
| 2011       | Yo recibiría las peores noticias de sus lindos labios | Ernani                         | - Indicado al Premio ¡Contigo! de Cine - Amazonas Film Festival - Mejor Actor |
| 2011       | Las mejores cosas del mundo                           | Horácio                        |                                                                               |
| 2011       | Oscar Freire 279                                      | Olavo                          |                                                                               |
| 2011       | La vida sigue                                         | Renato                         | Participación especial                                                        |
| 2011       | Estamos juntos                                        |                                |                                                                               |
| 2012       | Sesión de terapia                                     | Dr. Théo Cecatto               |                                                                               |
| 2012       | Gabriela                                              | Fazendeiro                     | Participación especial                                                        |
| 2015       | Los Diez Mandamientos                                 | Seti I                         | Indicado al Premio Extra de Televisión en la cate                             |
| 2015       | Además del tiempo                                     | Ernesto Queiroz                |                                                                               |
| 2017       | El Rico y Lázaro                                      | Fassur                         |                                                                               |
| 2017-2018  | Apocalipse                                            | Ezequiel Pascolli              |                                                                               |
| 2019       | Topíssima                                             | Valdir Silveira                |                                                                               |
| 2020       | Submersos                                             | Luis Oliveira                  |                                                                               |
| 2021       | Génesis                                               | Abram/Abraham                  | Fase 5: Abraham                                                               |
| 2023       | Sólo confía                                           | Fábio Lorenzo                  |                                                                               |

## Películas
| Cine | Cine                          | Cine            | Cine                 |
| Año  | Título                        | Papel           | Notas                |
| ---- | ----------------------------- | --------------- | -------------------- |
| 1983 | A Próxima Vítima              | Dectetive Meira | Dectective           |
| 1993 | A Causa Secreta               | Fortunato       |                      |
| 2015 | Nise: El corazón de la locura | Dr. Nelson      | Médico               |
| 2016 | Los Diez Mandamientos         | Seti I          | faraón               |
| 2016 | Elis                          | Romeu           | padre de Elis Regina |

## Premios
| Año  | Premios                    | Categoría               | Trabajo                                               | Resultado |
| ---- | -------------------------- | ----------------------- | ----------------------------------------------------- | --------- |
| 2004 | Premio ¡Contigo! de TELE   | Mejor Actor Revelación  | La casa de las siete mujeres                          | Indicado  |
| 2011 | Premio ¡Contigo! de Cine   | Mejor Actor             | Yo recibiría las peores noticias de sus lindos labios | Indicado  |
| 2011 | Amazonas Film Festival     | Mejor Actor             | Yo recibiría las peores noticias de sus lindos labios | Vencidor  |
| 2014 | Premio F5                  | Actor del Año           | Sesión de Terapia.                                    | Indicado  |
| 2015 | Premio Extra de Televisión | Mejor Actor Coadyuvante | Los Diez Mandamientos                                 | Indicado  |